# 卡胡兹-别加国家公园
卡胡兹－别加国家公园（英語：Kahuzi-Biéga National Park），又译作卡胡兹－毕加国家公园，是刚果民主共和国东部的一座国家公园，位于該國与卢旺达的边境地区，距离布卡武約50千米，靠近基伏湖西侧，是該國最大的國家公園之一。1970年由比利時攝影師、自然保護主義者阿德里安·德施弗建立，並根據該園境內的兩座休眠火山－卡胡茲山及別加山命名。卡胡兹－别加国家公园也是極危物種東部低地大猩猩的最後棲息地之一，且因其獨特的雨林生態系統，而于1980年登录为联合国教科文组织的世界自然遺產，另外由于剛果內戰、森林火災及捕杀野生动物等因素對該地生態造成破壞，其遂在1997年被列入濒危世界遗产名录。

## 地理

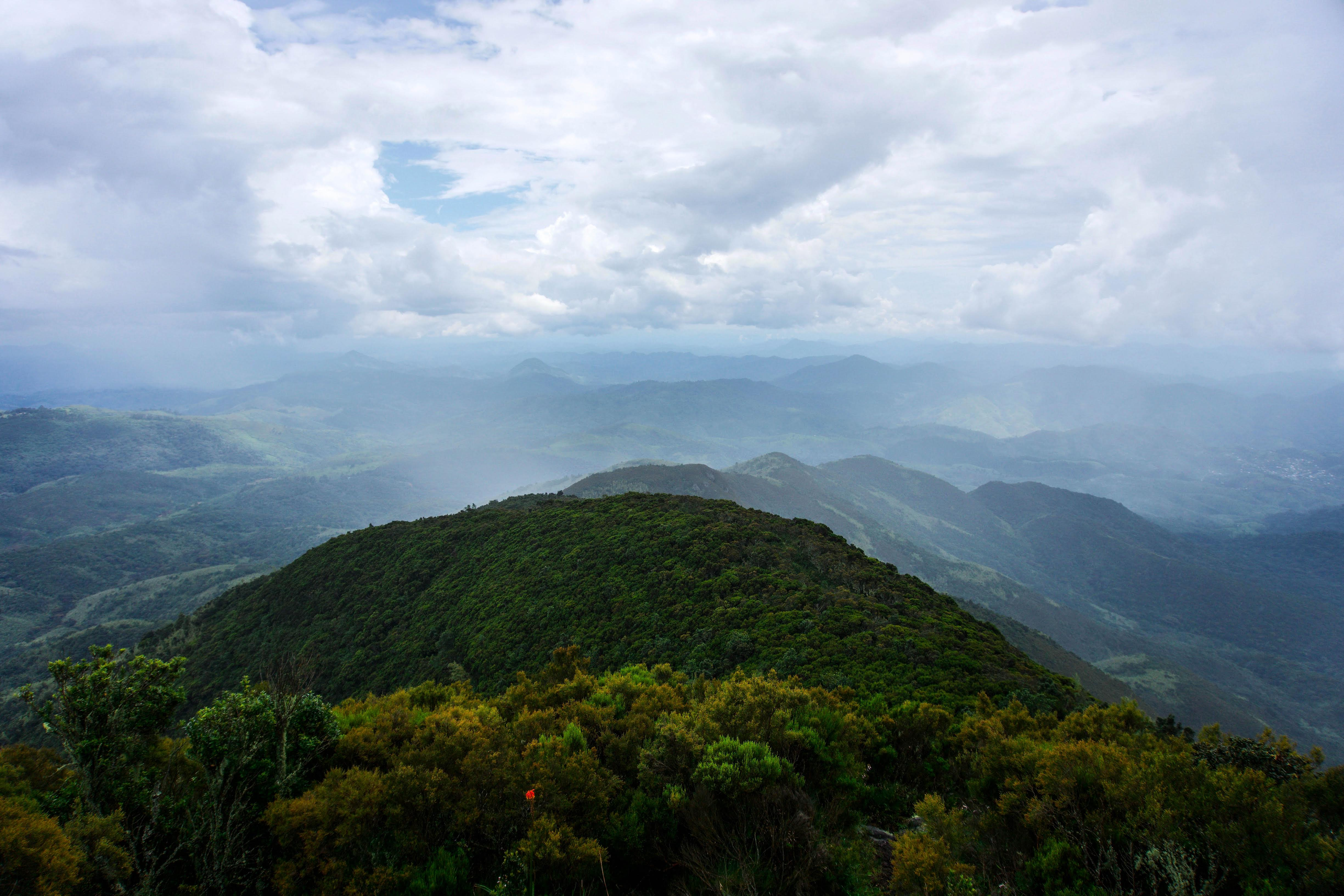
卡胡茲－別加國家公園自然景觀

卡胡茲－別加國家公園位於南基伍省布卡武鎮以西，總面積為6,000平方（2,300平方英里），園內大部分地區屬於低地，小部分位在東非大裂谷西部艾伯丁裂谷的米通巴山脈，而一條寬7.4（4.6英里）的走廊連結了低地和山脈地形。 面積較小的山區位在國家公園東部，占地約600平方（230平方英里），其餘大多由布卡武延伸至基桑加尼的低地組成，園內主要河流為盧卡河（Luka）及魯古魯河（Lugulu）等。卡胡茲山（3,308（10,853英尺））及別加山（2,790（9,150英尺））為園內的兩座休眠火山，國家公園並因此而得名。
國家公園的平均年降水量約為1,800（71英寸），測得的最高氣溫為18 °C（64 °F）；最低溫10.4 °C（50.7 °F）。

## 歷史
占地75,000公頃（750平方）的卡胡茲比耶加綜合動物和森林保護區為卡胡茲－別加國家公園的前身，由當時的比利時殖民政府於1937年7月27日成立。1970年11月30日，該保護區正式成為卡胡茲－別加國家公園，園區面積在5年後擴大至6,000平方（600,000公頃）。1980年，國家公園因獨特的雨林生態和哺乳動物的多樣性，聯合國教育、科學及文化組織根據標準（x）認定其為世界遺產，於1997年被列入瀕危世界遺產

### 登錄基準
该世界遗产被认为满足世界遺產登錄基準中的以下基準而予以登錄：
- （x）拥有最重要及显著的多元性生物自然生态栖息地，包含从保育或科学的角度来看，符合普世价值的濒临绝种动物种。

## 動植物
截至2003年，國家公園內總計有1,178種植物、136種哺乳動物及349種鳥類。

### 植物
卡胡茲－別加國家公園內的沼澤、沼澤地及河岸森林在全球的各個海拔高度均為罕見，國家公園西部的低地主要是茂密的熱帶和副熱帶濕潤闊葉林、面積在1,200至1,500（3,900至4,900英尺）之間的過渡林，東部山區則包括自600至2,600（2,000至8,500英尺）以上的連續森林。該國家公園亦是撒哈拉沙漠以南少數具有低地到高地之間所有過渡植被的非洲地區，包括沼澤和酸性泥炭沼澤、淡水沼澤森林、高海拔雨林、山地雨林和竹林等。山地和沼澤雨林生長在海拔2,000至2,400（6,600至7,900英尺）間；竹林生長在海拔2,350至2,600（7,710至8,530英尺）間；海拔2,600（8,500英尺）以上的卡胡兹山和別加山頂則長有亞高山杜鵑、乾草原及一種特有的千里光。

### 動物
目前園內已發現的136種哺乳類動物中，以東部低地大猩猩較為出名，其生活在海拔2,100至2,400米之间的地区，因數量持續減少而被列入國際自然保護聯盟瀕危物種紅色名錄中。。根據剛果民主共和國2008年的一份現況報告，園內約有125隻低地大猩猩，與1990年代內戰之前的600隻相比數量明顯減少，且同時卡胡兹－别加国家公园也屬於該物種最後的棲息地之一。而根據國際野生生物保護學會於2011年4月進行的數量調查，園區內至少存有181隻東部低地大猩猩。
其他的13種靈長目動物則包括東部黑猩猩、獼猴、疣猴和鴞面長尾猴等，另外還有非洲森林象、非洲森林水牛、大林豬和紫羚等哺乳類動物。

## 保護
卡胡茲－別加國家公園由剛果保護自然研究所管理，其具有基本的管制和監督系統。國家公園在1975年擴大的範圍影響到原居住於部分低地的居民，其中被迫遷移的Shi、Tembo和Rega等三個部落約13,000人拒絕離開，進而與園方產生糾紛。1999年，國家公園制定了一項保護居民和公園資源的計畫。

### 連結
1. ↑  Tony Dunnell. . Atlas Obscura.   [2020-07-13]. （原始内容存档于2020-11-28） （英语）.
2. ↑  . ETtoday新聞雲. 2016-04-16  [2020-07-13]. （原始内容存档于2020-07-14） （中文（繁體））.
3. 1 2  Milman, Oliver. . The Guardian. 2016-09-05  [2020-07-13]. ISSN 0261-3077. （原始内容存档于2019-02-23） （英国英语）.
4. 1 2 3  Barume 2000，第68-頁.
5. 1 2 3 4 5 6 7 8  . UNESCO World Heritage Centre.   [2013-10-27]. （原始内容存档于2020-04-25） （英语）.
6. 1 2  Barume 2000，第68頁.

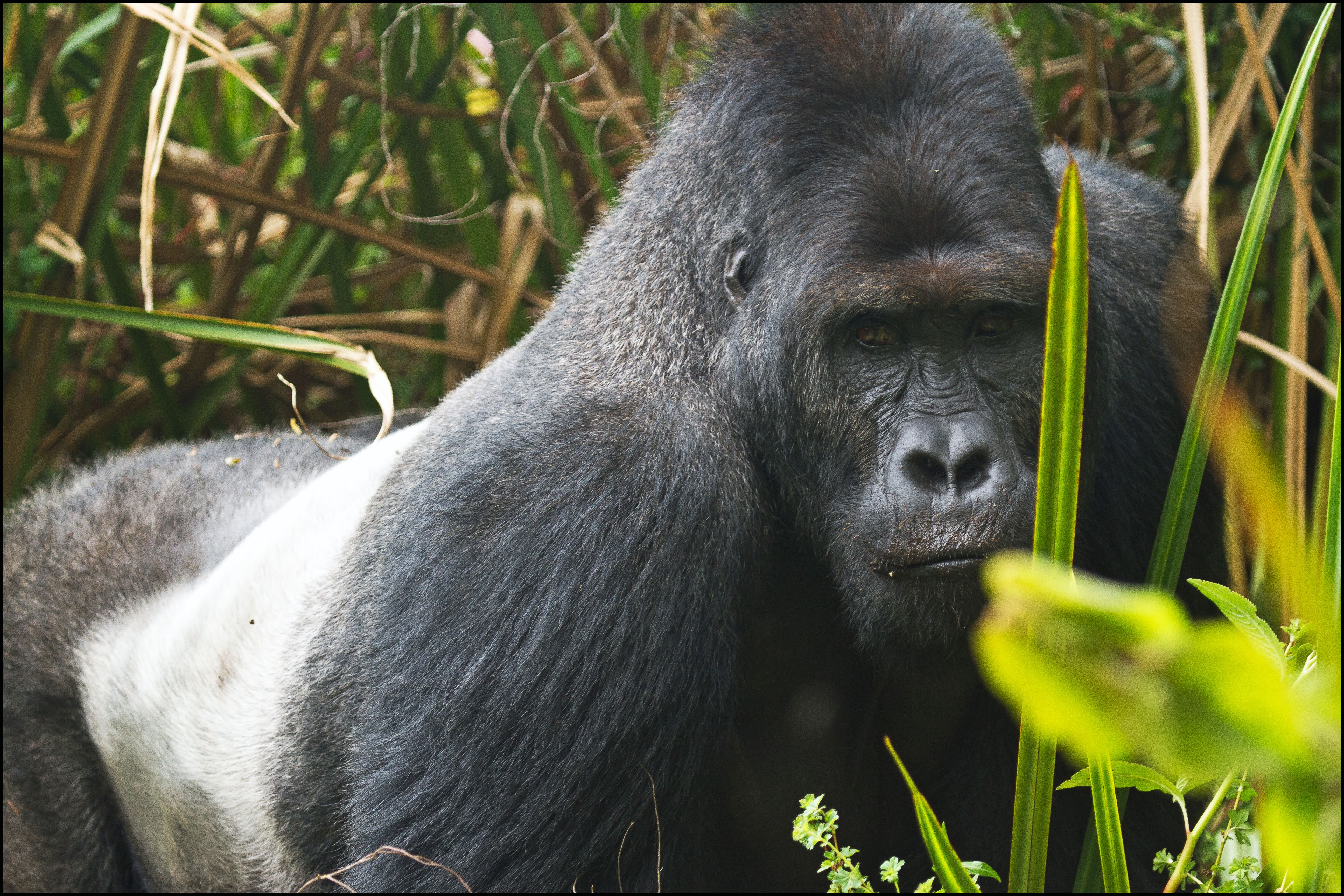
園區內拍攝的東部低地大猩猩

7. ↑  . Kahuzi-Biéga National Park.   [2020-07-13]. （原始内容存档于2020-02-14） （法语）.
8. ↑  Barume 2000，第70頁.
9. ↑  Danaiya Usher 1999，第154頁.
10. ↑  徐家仁. . 公視新聞. 2019-10-29  [2020-07-13]. （原始内容存档于2020-07-13） （中文（繁體））.
11. ↑  姜唯. . 環境資訊中心. 2016-09-04  [2020-07-13]. （原始内容存档于2016-09-22） （中文（繁體））.
12. ↑  Briggs & Booth 2015，第323頁.
13. ↑  . Africa Gorilla Safaris - Engagi Safaris.   [2020-07-14]. （原始内容存档于2020-11-23） （美国英语）.
14. ↑  . Wildlife Conservation Society. 2011-04-21  [2020-07-14]. （原始内容存档于2011-09-21） （英语）.
15. ↑  Barume 2000，第72-77頁.

### 書籍
- Barume, Albert Kwokwo. . IWGIA. 2000  [2020-07-13]. ISBN 978-87-90730-31-4. （原始内容存档于2020-08-09）.
- Wolvekamp, Paul; Usher, Ann Danaiya; Paranjpye, Vijay; Ramnath, Madhu. . . London: Zed Books. 1999: 151. ISBN 978-1-85649-757-2.
- Briggs, Philip; Booth, Janice. Connolly, Sean , 编. . Bradt Travel Guides. 2015-12-18: 344  [2020-07-13]. ISBN 978-1-84162-927-8. （原始内容存档于2020-07-13）.
- Danaiya Usher, Ann. Wolvekamp, Paul; Paranjpye, Vijay; Ramnath, Madhu , 编. . 澤德出版社（英语：Zed Books）. 1999: 270. ISBN 978-1-85649-757-2.